# Боротьба на літніх Олімпійських іграх 1904
Змагання з боротьби на Олімпійських іграх 1904 року проходили з 14 до 15 жовтня на Олімпійському стадіоні Френсіс Філд в Сент-Луїсі, штат Міссурі, США.
Вперше змагання проводилися з вільної боротьби на відміну від попередніх ігор, де змагання проводилися лише з греко-римської боротьби. На цих іграх змагання з греко-римської боротьби не проводилися. Також, на відміну від попередніх ігор, де всі борці змагалися в одній ваговій категорії, спортсмени на цих іграх були поділені на сім вагових категорій.
- Наймолодший учасник: Густав Тіфенталер (Швейцарія; 18 років, 81 день).
- Найстаріший учасник: Гуго Теппен (США; 51 рік, 6 днів).

Вього у змаганнях взяли участь 42 борці. Довгий час вважалося, що всі спортсмени були зі США і що борці з інших країн не брали участі у змаганнях з боротьби. Це, зокрема, пов'язували з пізнім проведенням цього виду змагань у жовтні, і дотого часу багато іноземних спортсменів повернулися доЄвропи. Однак багато борців були нещодавніми іммігрантами до США, тому їхнє громадянство викликало сумніви. У 2012 році норвезькі історики знайшли документи, що Чарльз Еріксен, що переміг у вазі до 158 фунтів, отримав американське громадянство лише 22 березня 1905 року, а Бернгофф Гансен, що переміг у вазі понад 158 фунтів, так його і не отримав У травні 2013 року Норвезький олімпійський комітет подав офіційну заявку на зміну національності цих борців у базі даних медалей МОК на норвезьке. Згодом громадянство Франка Куглера, що здобув срібло у вазі понад 158 фунтів, було змінене на німецьке, тому що було встановлено, що громадянином США він став у 1913 році, а громадянство Густава Тіфенталера, що здобув бронзу у вазі до 105 фунтів, було змінене на швейцарське, тому що було встановлено, що у 1904 році він був ще громадянином Швейцарії.

## Медалісти

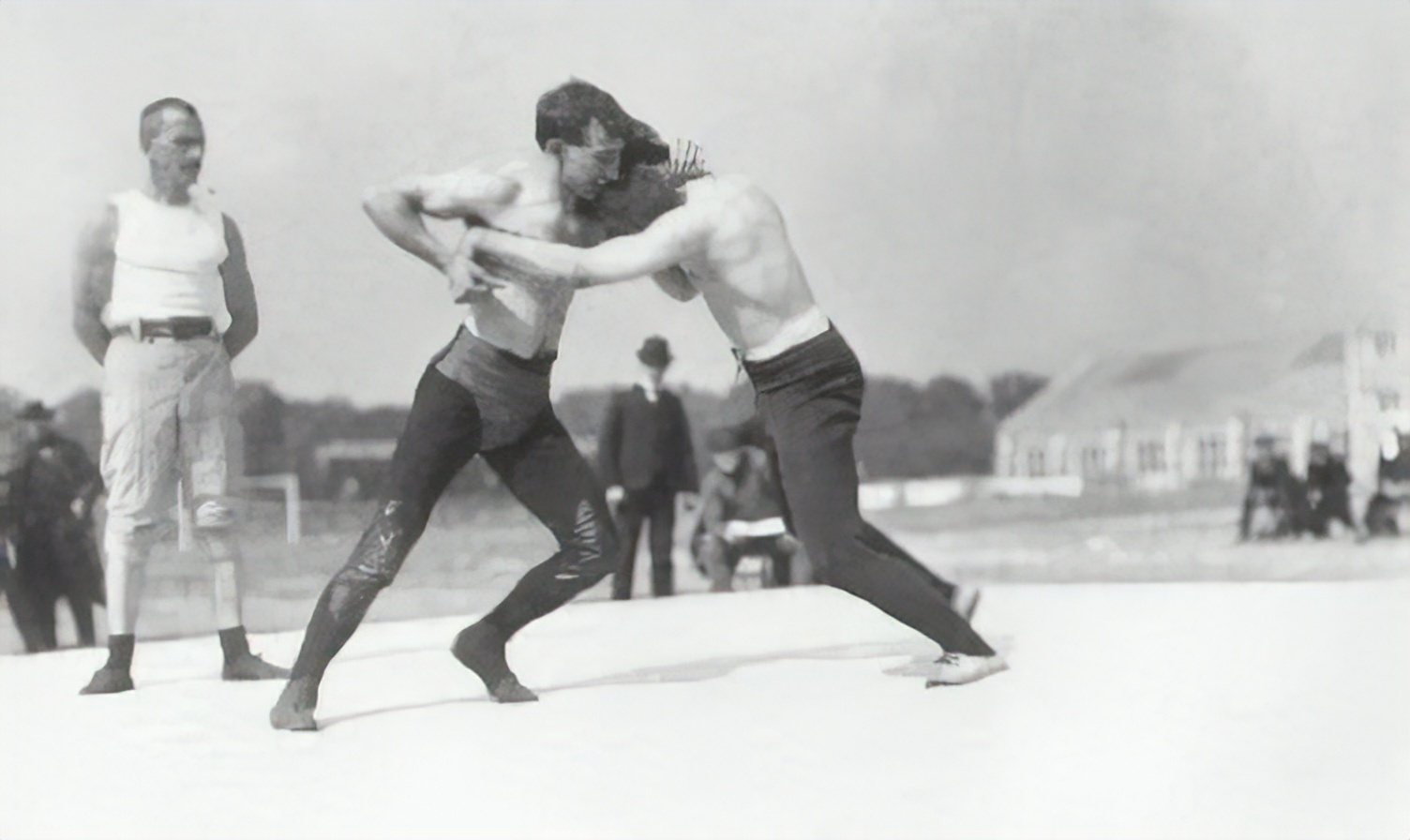
Один з поєдинків з боротьби на Олімпійських іграх 1904 року

#### Вільна боротьба
| Вага                       | Золото                     | Срібло                   | Бронза                        |
| -------------------------- | -------------------------- | ------------------------ | ----------------------------- |
| до 47,6 кг (105 фунтів)    | Роберт Каррі · США         | Джон Гейн · США          | Густав Тіфентелер · Швейцарія |
| до 52,2 кг (115 фунтів)    | Джордж Менерт · США        | Густав Бауер · США       | Вільям Нельсон · США          |
| до 56,7 кг (125 фунтів)    | Ісидор Ніфло · США         | Огюст Вестер · США       | Луї Стріблер · США            |
| до 61,2 кг (135 фунтів)    | Бенджамін Бредшоу · США    | Теодор Мак-Лір · США     | Чарльз Клеппер · США          |
| до 65,8 кг (145 фунтів)    | Отто Рем · США             | Рудольф Тесінг · США     | Альберт Зеркль · США          |
| до 71,7 кг (158 фунтів)    | Чарльз Еріксен · Норвегія  | Вільям Бекмен · США      | Джеррі Вінгольц · США         |
| понад 71,7 кг (158 фунтів) | Бернгофф Гансен · Норвегія | Франк Куглер · Німеччина | Фред Вормбольдт · США         |

## Медальний залік
| Місце              | Країна             | Золото | Срібло | Бронза | Загалом |
| ------------------ | ------------------ | ------ | ------ | ------ | ------- |
| 1                  | США (USA)          | 5      | 6      | 6      | 17      |
| 2                  | Норвегія (NOR)     | 2      | 0      | 0      | 2       |
| 3                  | Німеччина (GER)    | 0      | 1      | 0      | 1       |
| 4                  | Швейцарія (SUI)    | 0      | 0      | 1      | 1       |
| Загалом (4 збірні) | Загалом (4 збірні) | 7      | 7      | 7      | 21      |